# Richard Donner

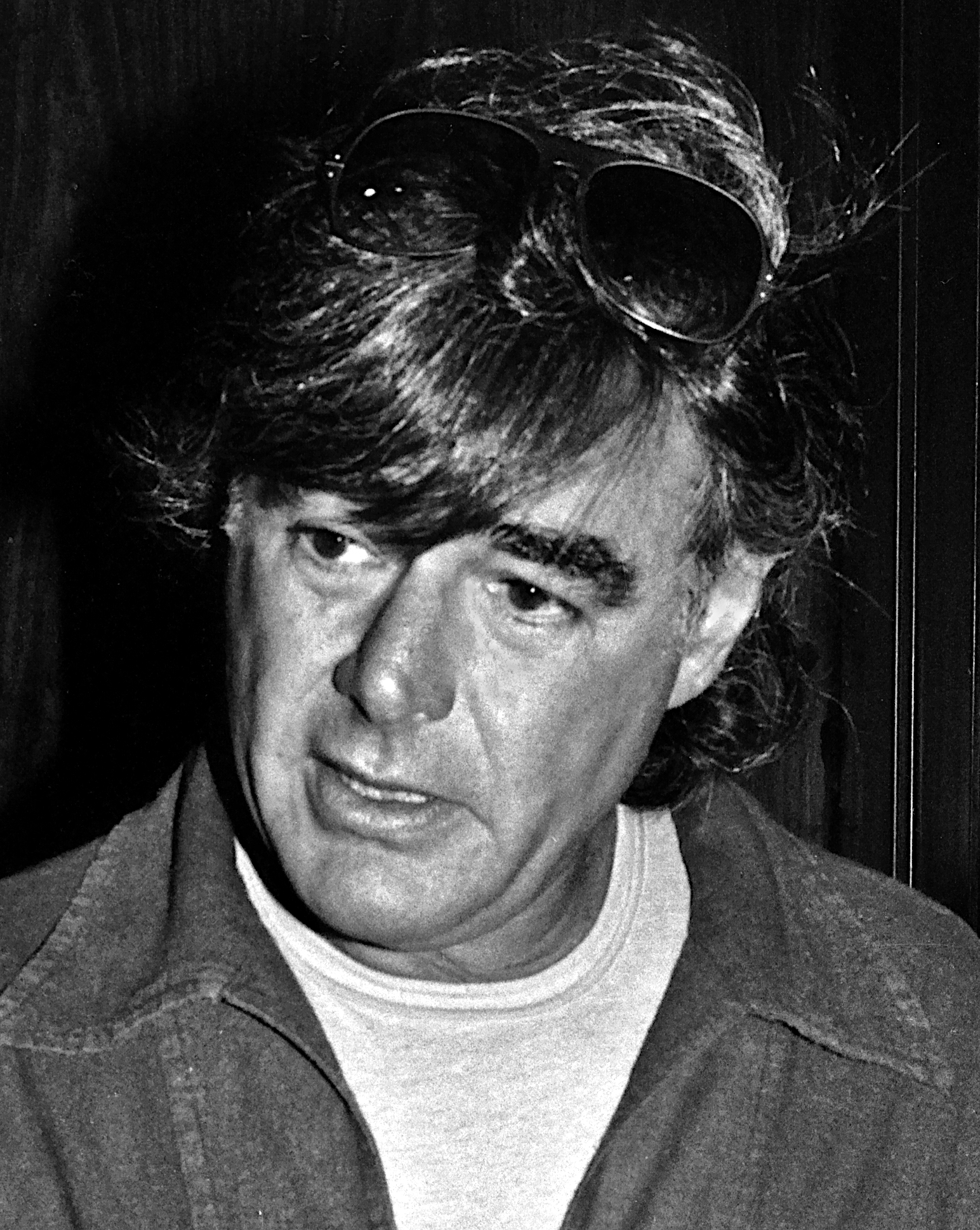
Richard Donner (1979)

Richard Donner (eigentlich Richard Donald Schwartzberg; * 24. April 1930 in New York City; † 5. Juli 2021 in Los Angeles) war ein US-amerikanischer Filmregisseur und Produzent. Als Regisseur von Filmen wie Das Omen, Superman, Die Goonies und Lethal Weapon – Zwei stahlharte Profis galt er von Mitte der 1970er- bis in die 1990er-Jahre als einer der führenden Regisseure von Hollywood-Blockbustern.

## Leben und Werk
Donner wuchs als Sohn einer Sekretärin und eines Möbelhändlers in New York auf. Nach einem abgebrochenen Studium an der New York University begann er seine Karriere im Showgeschäft als Schauspieler, war damit aber wenig erfolgreich. Auf seinen Künstlernamen Donner kam er durch die Donner Party. Als er in den frühen 1950er-Jahren bei einer Fernsehproduktion eine Nebenrolle spielte und den Anweisungen des Regisseurs Martin Ritt widersprach, ermunterte dieser ihn, es doch selbst mit der Arbeit des Regisseurs zu versuchen. Donner wurde daraufhin als Regieassistent von Ritt verpflichtet. Im Verlaufe der 1950er arbeitete er als Regisseur von Werbespots. Als Schauspieler sollte Donner später nur noch in kleineren Rollen in seinen eigenen Filmen in Erscheinung treten.
Seit Ende der 1950er Jahre drehte Donner als Regisseur Episoden für bekannte Serien, wie zum Beispiel Twilight Zone, Westlich von Santa Fé, Solo für O.N.K.E.L., Auf der Flucht, Gilligans Insel, und Kojak – Einsatz in Manhattan. Sein erster Film als Regisseur wurde 1961 der günstig gedrehte Science-Fiction-Streifen Die X-15 startklar, bei dem er eigentlich nur Second-Unit-Regisseur war, durch Zufall aber schließlich selbst Regisseur wurde. Er drehte den Film in nur 12 Tagen herunter. In den folgenden 15 Jahren pendelte Donner zwischen Engagements für Fernsehserien und zumeist kleineren Kinofilmen.
Der große Durchbruch gelang Donner im Jahr 1976 mit dem Horrorfilm Das Omen, für den er 1977 mit dem British Fantasy Award ausgezeichnet wurde. Zwei Jahre später folgte mit Superman ein weiterer Welterfolg, es handelte sich dabei um den ersten aufwendig produzierten Superhelden-Film der Filmgeschichte, der mit seiner Beliebtheit den Grundstein für spätere Superhelden-Filme legte. Donner sollte auch Superman II – Allein gegen alle (1980) inszenieren und hatte bereits rund 70 Prozent des Films abgedreht, als er auf Grund von Differenzen mit den Produzenten entlassen wurde. Er wurde durch Richard Lester ersetzt, der die meisten Szenen neu drehte. 2006 veröffentlichte Donner mit dem nach ihm benannten „Donner Cut“ seine Version von Superman II.
In den 1980er-Jahren inszenierte er unter anderem den von Steven Spielberg produzierten Abenteuerfilm Die Goonies, die Weihnachtskomödie Die Geister, die ich rief … mit Bill Murray und den Fantasyfilm Der Tag des Falken. Verbunden wird sein Name genretechnisch vor allem mit dem klassischen Actionfilm. Nicht zuletzt lag das an der Lethal-Weapon-Reihe mit den Hauptdarstellern Mel Gibson und Danny Glover, deren vier Teile er zwischen 1989 und 1998 drehte. Weitere Zusammenarbeiten mit Gibson als Hauptdarsteller waren Maverick – Den Colt am Gürtel, ein As im Ärmel (1994) und Fletcher’s Visionen (1997). Sein Schaffen als Regisseur umfasst 80 Produktionen, zuletzt trat er in dieser Funktion 2006 in Erscheinung. 2020 kündigte er einen fünften Teil von Lethal Weapon an, den er aber vor seinem Tod nicht mehr verwirklichen konnte.

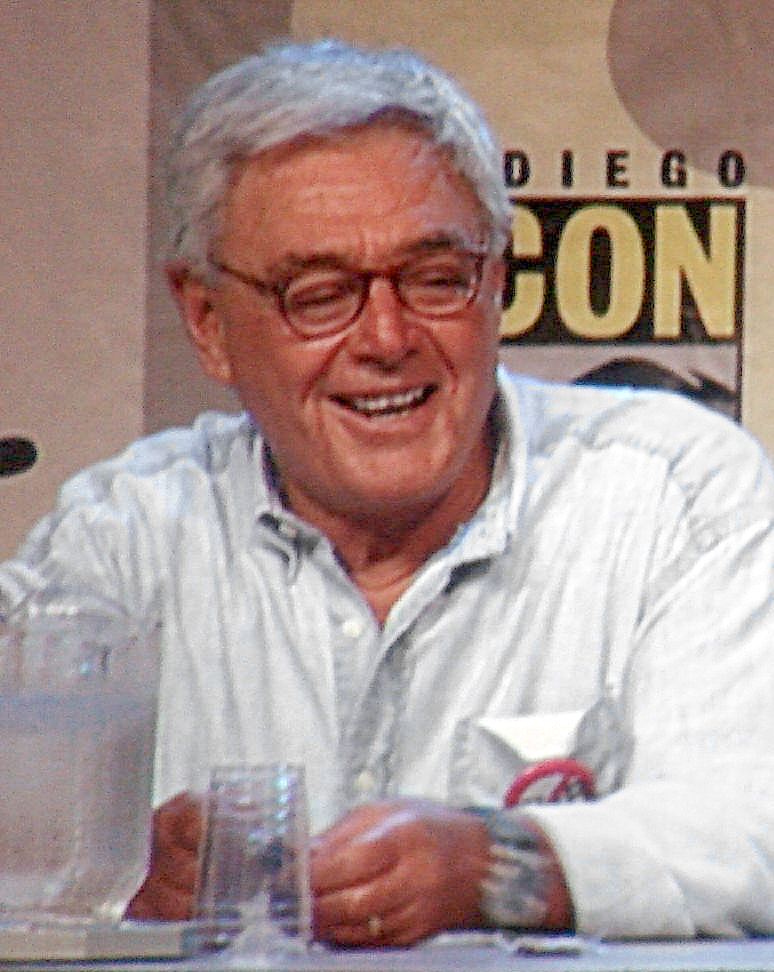
Richard Donner (2006)

1985 heiratete Donner Lauren Shuler, mit der er bis zu seinem Tod verheiratet war. Das Ehepaar war Eigentümer der Produktionsfirma The Donners’ Company, welche früher auch unter den Namen „Donner/Shuler-Donner Productions“ sowie „DOSHUDO Productions“ auftrat. Neben eigenen Filmen produzierten sie auch Filme anderer Regisseure. So war er noch 2009 als Ausführender Produzent bei X-Men Origins: Wolverine beteiligt.
Donner war Sympathisant der Tierrechtsorganisation PETA. Bei der Premiere zu 16 Blocks, seinem letzten Film als Regisseur, forderte er die Besucher auf, keinen Pelz zu tragen; er selbst trug einen Anstecker gegen Pelz und verwendete ein Poster von PETA mit der Aufschrift Fur Is Dead in einer Szene des Filmes.
Richard Donner starb am 5. Juli 2021 im Alter von 91 Jahren.

## Filmografie

### Regie
- 1961: Die X-15 startklar (X-15)
- 1968: Salz und Pfeffer (Salt and Pepper)
- 1970: Der Amerikaner (Twinky)
- 1973: Ein ganz besonderer Ort (Nightside, Fernsehfilm)
- 1974: Das Versprechen (Commitment, Straßen von San Francisco, Fernsehserie)
- 1975: Sarah T., eine jugendliche Alkoholikerin (Sarah T. – Portrait of a Teenage Alcoholic, Fernsehfilm)
- 1976: Das Omen (The Omen)
- 1976: Drug Commando (Bronk, Fernsehserie, 2 Folgen)
- 1978: Superman
- 1980: Max’s Bar (Inside Moves)
- 1982: Der Spielgefährte (The Toy)
- 1985: Der Tag des Falken (Ladyhawke)
- 1985: Die Goonies (The Goonies)
- 1987: Lethal Weapon – Zwei stahlharte Profis (Lethal Weapon)
- 1988: Die Geister, die ich rief … (Scrooged)
- 1989: Brennpunkt L.A. (Lethal Weapon 2)
- 1989: Geschichten aus der Gruft (Tales from the Crypt, Fernsehserie, 3 Folgen)
- 1991: Final Instinct (Scissors)
- 1992: Drei Wege in den Tod (Two-Fisted Tales, Episodenfilm, Teil 1: Der Revolverheld)
- 1992: Brennpunkt L.A. – Die Profis sind zurück (Lethal Weapon 3)
- 1992: Flug ins Abenteuer (Radio Flyer)
- 1994: Maverick – Den Colt am Gürtel, ein As im Ärmel (Maverick)
- 1995: Assassins – Die Killer (Assassins)
- 1997: Fletcher’s Visionen (Conspiracy Theory)
- 1998: Lethal Weapon 4
- 2003: Timeline
- 2006: 16 Blocks

### Produktion von Filmen anderer Regisseure
- 1987: The Lost Boys – Regie: Joel Schumacher
- 1997: Cypher (Double Tap) – Regie: Greg Yaitanes
- 1999: Made Men – Regie: Louis Morneau
- 1999: An jedem verdammten Sonntag (Any Given Sunday) – Regie: Oliver Stone
- 2001: Das Ritual – Im Bann des Bösen (Ritual) – Regie: Avi Nesher